# Gaëlle Enganamouit
Gaëlle Deborah Enganamouit (født 9. juni 1992) er en fodboldspiller fra Cameroun, der spiller som angriber for den kinesiske klub Dalian Quanjian F.C. i Chinese Women's Super League og for Camerouns landshold. I flere år spillede hun i Damallsvenskan i Sverige, først for Eskilstuna United DFF fra 2014 til 2015 og i 2016 spillede hun for FC Rosengård. Hun var Damallsvenskans topscorer i 2015 med 18 mål.
Den 9. juni 2020 annoncerede Gaëlle Enganamouit på sin 28-års fødselsdag, at hun slutter sin karriere.